# Sonate K. 162
La sonate K. 162 (F.112/L.21) en mi majeur est une œuvre pour clavier du compositeur italien Domenico Scarlatti.

## Présentation
La sonate K. 162, en mi majeur, est notée Andante puis Allegro. Tout en restant dans la forme binaire, la sonate enchaîne — comme la K. 176 — une séquence lente suivie d'une rapide. À noter que, lors du début de la seconde section, c'est la section rapide qui est répétée ici, alors que dans la K. 176 il s'agit de la partie lente.

## Manuscrits
Le manuscrit principal est le numéro 15 du volume I de Venise (1754), copié pour Maria Barbara ; les autres sont Parme I 15, Münster IV 26 et Vienne B 26.

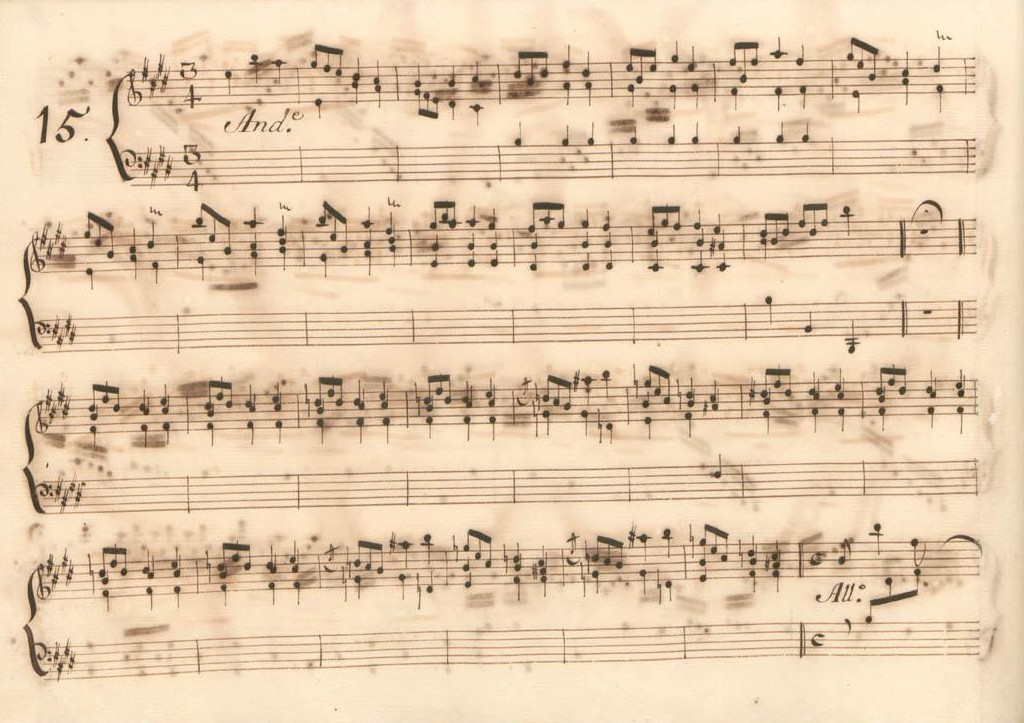
Parme I 15.
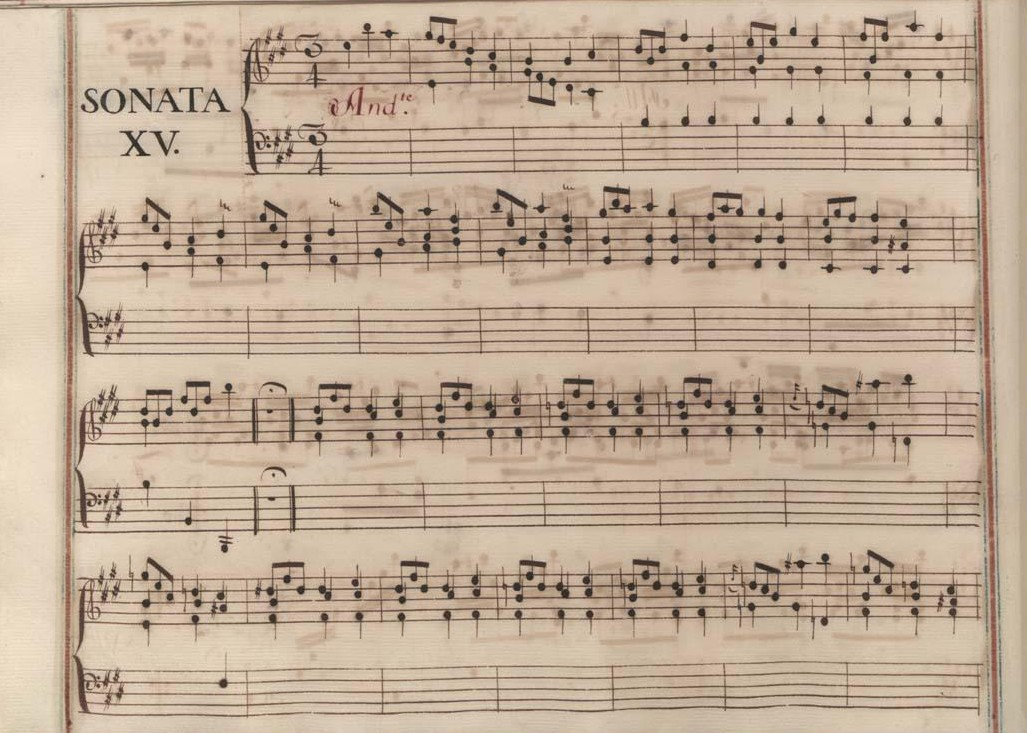
Venise I 15.
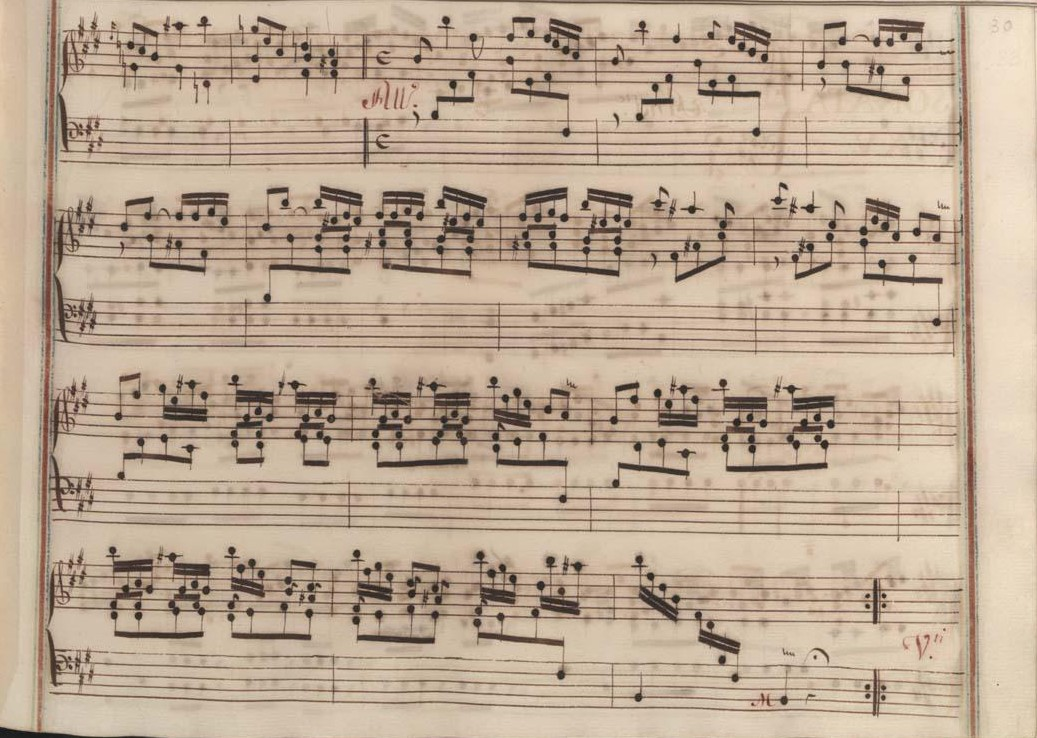
Venise I 15 (fin de la première section).

## Interprètes
La sonate K. 162 est défendue au piano, notamment par Vladimir Horowitz (1964, Sony), Christian Zacharias (1979, EMI), András Schiff (Hungaroton), Sylvie Carbonel (1980, INA/Skarbo), Fou Ts'ong (1984, Collins-Meridian), Dubravka Tomšič Srebotnjak (1987, Grosse Meister), Mūza Rubackytė (2000, Lyrinx), Nikolaï Demidenko (2003, AGPL), Duanduan Hao (2011, Naxos, vol. 14), Carlo Grante (2009, Music & Arts, vol. 1), Andrea Bacchetti (2013, RCA), Maurizio Baglini (2014, Decca) et Hikari Fukuda (2025, OMF) ; au clavecin par Luciano Sgrizzi (1964, Accord), Scott Ross (1985, Erato), Pierre Hantaï (2002, Mirare, vol. 1), Richard Lester (2001, Nimbus, vol. 1), Pieter-Jan Belder (Brilliant Classics, vol. 4), Helga Váradi (2016, Claves), et Jean Rondeau (2018, Erato). Cristina Bianchi l'enregistre à la harpe (2019, Oehms) et Andreas Nebl l'interprète à l'accordéon (2021, Castigo Classic Recordings).

## Sources
: document utilisé comme source pour la rédaction de cet article.
- Ralph Kirkpatrick (trad. de l'anglais par Dennis Collins), Domenico Scarlatti, Paris, Lattès, coll. « Musique et Musiciens », 1982 (1re éd. 1953 (en)), 493 p. (ISBN 978-2-7096-0118-4, OCLC 954954205, BNF 34689181).
- Alain de Chambure, « Domenico Scarlatti : Intégrale des sonates — Scott Ross », Erato (2564-62092-2), 1985 (OCLC 891183737) .